# Azerbeidzjan op het Eurovisiesongfestival 2015
Azerbeidzjan nam deel aan het Eurovisiesongfestival 2015 in Wenen, Oostenrijk. Het was de 8ste deelname van het land op het Eurovisiesongfestival. ITV was verantwoordelijk voor de Azerbeidzjaanse bijdrage voor de editie van 2015.

## Selectieprocedure
De Azerbeidzjaanse openbare omroep gaf aanvankelijk aan een nationale finale te zullen organiseren om de Azerbeidzjaanse act voor Wenen te selecteren. Op 27 februari 2015 maakte ITV echter bekend de act intern te zullen selecteren. De Azerbeidzjaanse act voor de zestigste editie van het Eurovisiesongfestival werd op 15 maart 2015 bekendgemaakt. Dit werd Elnur Hüseynov met het liedje Hour of the wolf. Hüseynov had Azerbeidzjan reeds in 2008 vertegenwoordigd op het Eurovisiesongfestival, samen met Samir. Ze werden toen achtste.

## In Wenen
Azerbeidzjan trad in Wenen in de tweede halve finale op donderdag 21 mei aan. Elnur Hüseynov trad als elfde van de zeventien landen aan, na Aminata Savadogo uit Letland en voor María Ólafsdóttir uit IJsland. Azerbeidzjan werd tiende met 53 punten, waarmee het doorging naar de finale op 23 mei.
In de finale trad Azerbeidzjan als vierentwintigste van de 27 acts aan, na Nina Sublatti uit Georgië en voor Polina Gagarina uit Rusland. Azerbeidzjan eindigde als twaalfde met 49 punten.

### Gekregen punten

#### Halve Finale 2
| 12 punten | 10 punten  | 8 punten                    | 7 punten              | 6 punten   |
| --------- | ---------- | --------------------------- | --------------------- | ---------- |
|           | - Tsjechië | - Malta                     | - Montenegro          | - Litouwen |
| 5 punten  | 4 punten   | 3 punten                    | 2 punten              | 1 punt     |
| - Cyprus  | - Zweden   | - Israël - Polen - Portugal | - Australië - IJsland |            |

| Jury punten halve finale 2 | Jury punten halve finale 2 | Jury punten halve finale 2 | Jury punten halve finale 2 | Jury punten halve finale 2 |
| 12 punten                  | 10 punten                  | 8 punten                   | 7 punten                   | 6 punten                   |
| -------------------------- | -------------------------- | -------------------------- | -------------------------- | -------------------------- |
|                            | - Tsjechië - Malta         | - Australië                | - Litouwen - Montenegro    | - Zweden                   |
| 5 punten                   | 4 punten                   | 3 punten                   | 2 punten                   | 1 punt                     |
| - IJsland - Polen          | - Cyprus - Portugal        |                            |                            | - Slovenië                 |

| Televoting punten halve finale 2 | Televoting punten halve finale 2 | Televoting punten halve finale 2 | Televoting punten halve finale 2 | Televoting punten halve finale 2 |
| 12 punten                        | 10 punten                        | 8 punten                         | 7 punten                         | 6 punten                         |
| -------------------------------- | -------------------------------- | -------------------------------- | -------------------------------- | -------------------------------- |
|                                  |                                  | - Tsjechië                       | - Malta                          |                                  |
| 5 punten                         | 4 punten                         | 3 punten                         | 2 punten                         | 1 punt                           |
| - Cyprus                         | - Israël                         | - Polen                          | - Litouwen                       | - Letland                        |

#### Finale
| 12 punten  | 10 punten | 8 punten                        | 7 punten   | 6 punten |
| ---------- | --------- | ------------------------------- | ---------- | -------- |
| - Tsjechië | - Georgië | - Malta - Montenegro            |            |          |
| 5 punten   | 4 punten  | 3 punten                        | 2 punten   | 1 punt   |
|            |           | - Moldavië - Roemenië - Rusland | - Litouwen |          |

| Jury punten finale     | Jury punten finale | Jury punten finale | Jury punten finale | Jury punten finale |
| 12 punten              | 10 punten          | 8 punten           | 7 punten           | 6 punten           |
| ---------------------- | ------------------ | ------------------ | ------------------ | ------------------ |
|                        | - Tsjechië         | - Malta            |                    | - Georgië          |
| 5 punten               | 4 punten           | 3 punten           | 2 punten           | 1 punt             |
| - Australië - Litouwen |                    | - Zweden           | - Ierland          | - IJsland          |

| Televoting punten finale | Televoting punten finale | Televoting punten finale | Televoting punten finale                 | Televoting punten finale |
| 12 punten                | 10 punten                | 8 punten                 | 7 punten                                 | 6 punten                 |
| ------------------------ | ------------------------ | ------------------------ | ---------------------------------------- | ------------------------ |
|                          |                          | - Georgië - Montenegro   | - Tsjechië - Malta - Moldavië - Roemenië |                          |
| 5 punten                 | 4 punten                 | 3 punten                 | 2 punten                                 | 1 punt                   |
|                          |                          | - Rusland                |                                          | - Wit-Rusland            |

### Punten gegeven door Azerbeidzjan

#### Halve Finale 2
Punten gegeven in de halve finale:
| 12 punten | Slovenië    |
| 10 punten | Montenegro  |
| 8 punten  | Israël      |
| 7 punten  | Litouwen    |
| 6 punten  | Letland     |
| 5 punten  | IJsland     |
| 4 punten  | Zweden      |
| 3 punten  | Portugal    |
| 2 punten  | Ierland     |
| 1 punt    | Zwitserland |

| 01 | Litouwen     | 4  | 4  | 2  | 6  | 3  | 4  | 7  |
| 02 | Ierland      | 8  | 9  | 8  | 10 | 9  | 9  | 2  |
| 03 | San Marino   | 14 | 15 | 12 | 12 | 14 | 13 |    |
| 04 | Montenegro   | 3  | 1  | 3  | 2  | 5  | 2  | 10 |
| 05 | Malta        | 12 | 16 | 13 | 15 | 13 | 14 |    |
| 06 | Noorwegen    | 15 | 14 | 15 | 16 | 15 | 16 |    |
| 07 | Portugal     | 10 | 8  | 9  | 7  | 7  | 8  | 3  |
| 08 | Tsjechië     | 13 | 10 | 14 | 11 | 10 | 11 |    |
| 09 | Israël       | 1  | 3  | 4  | 1  | 8  | 3  | 8  |
| 10 | Letland      | 6  | 2  | 7  | 4  | 2  | 5  | 6  |
| 11 | Azerbeidzjan |    |    |    |    |    |    |    |
| 12 | IJsland      | 7  | 7  | 5  | 5  | 4  | 6  | 5  |
| 13 | Zweden       | 5  | 6  | 6  | 8  | 6  | 7  | 4  |
| 14 | Zwitserland  | 9  | 11 | 10 | 9  | 11 | 10 | 1  |
| 15 | Cyprus       | 16 | 13 | 16 | 13 | 16 | 15 |    |
| 16 | Slovenië     | 2  | 5  | 1  | 3  | 1  | 1  | 12 |
| 17 | Polen        | 11 | 12 | 11 | 14 | 12 | 12 |    |

#### Finale
Punten gegeven in de finale:
| 12 punten | Rusland    |
| 10 punten | Georgië    |
| 8 punten  | Italië     |
| 7 punten  | Israël     |
| 6 punten  | Zweden     |
| 5 punten  | Letland    |
| 4 punten  | Estland    |
| 3 punten  | Slovenië   |
| 2 punten  | Montenegro |
| 1 punt    | Spanje     |

| Uitsplitsing jury/televoting | Uitsplitsing jury/televoting | Uitsplitsing jury/televoting | Uitsplitsing jury/televoting | Uitsplitsing jury/televoting | Uitsplitsing jury/televoting | Uitsplitsing jury/televoting | Uitsplitsing jury/televoting | Uitsplitsing jury/televoting | Uitsplitsing jury/televoting | Uitsplitsing jury/televoting |
| Volgorde                     | Land                         | Z. Dadashzade                | T. Agayeva                   | F. Haciyeva                  | F. Agayev                    | S. Allahverdi                | Juryranking                  | Televoting                   | Eindranking                  | Punten                       |
| ---------------------------- | ---------------------------- | ---------------------------- | ---------------------------- | ---------------------------- | ---------------------------- | ---------------------------- | ---------------------------- | ---------------------------- | ---------------------------- | ---------------------------- |
| 01                           | Slovenië                     | 5                            | 3                            | 4                            | 6                            | 2                            | 4                            | 13                           | 8                            | 3                            |
| 02                           | Frankrijk                    | 22                           | 21                           | 22                           | 21                           | 23                           | 22                           | 25                           | 25                           |                              |
| 03                           | Israël                       | 2                            | 6                            | 5                            | 1                            | 4                            | 3                            | 5                            | 4                            | 7                            |
| 04                           | Estland                      | 12                           | 10                           | 9                            | 9                            | 15                           | 11                           | 6                            | 7                            | 4                            |
| 05                           | Verenigd Koninkrijk          | 24                           | 23                           | 23                           | 24                           | 22                           | 23                           | 19                           | 22                           |                              |
| 06                           | Armenië                      | 26                           | 26                           | 26                           | 26                           | 26                           | 26                           | 26                           | 26                           |                              |
| 07                           | Litouwen                     | 8                            | 9                            | 10                           | 8                            | 7                            | 8                            | 18                           | 12                           |                              |
| 08                           | Servië                       | 13                           | 12                           | 13                           | 12                           | 10                           | 12                           | 22                           | 18                           |                              |
| 09                           | Noorwegen                    | 21                           | 22                           | 21                           | 22                           | 21                           | 21                           | 14                           | 19                           |                              |
| 10                           | Zweden                       | 6                            | 7                            | 6                            | 7                            | 8                            | 7                            | 3                            | 5                            | 6                            |
| 11                           | Cyprus                       | 23                           | 24                           | 24                           | 23                           | 24                           | 24                           | 21                           | 24                           |                              |
| 12                           | Australië                    | 17                           | 19                           | 19                           | 15                           | 19                           | 18                           | 9                            | 14                           |                              |
| 13                           | België                       | 20                           | 17                           | 20                           | 19                           | 18                           | 19                           | 8                            | 13                           |                              |
| 14                           | Oostenrijk                   | 19                           | 20                           | 18                           | 20                           | 20                           | 20                           | 23                           | 23                           |                              |
| 15                           | Griekenland                  | 18                           | 18                           | 17                           | 17                           | 17                           | 17                           | 15                           | 16                           |                              |
| 16                           | Montenegro                   | 10                           | 11                           | 8                            | 11                           | 9                            | 9                            | 12                           | 9                            | 2                            |
| 17                           | Duitsland                    | 25                           | 25                           | 25                           | 25                           | 25                           | 25                           | 17                           | 21                           |                              |
| 18                           | Polen                        | 15                           | 16                           | 15                           | 18                           | 16                           | 16                           | 16                           | 17                           |                              |
| 19                           | Letland                      | 7                            | 1                            | 7                            | 3                            | 3                            | 5                            | 7                            | 6                            | 5                            |
| 20                           | Roemenië                     | 11                           | 14                           | 12                           | 14                           | 11                           | 13                           | 24                           | 20                           |                              |
| 21                           | Spanje                       | 16                           | 15                           | 16                           | 16                           | 14                           | 15                           | 10                           | 10                           | 1                            |
| 22                           | Hongarije                    | 9                            | 8                            | 11                           | 10                           | 13                           | 10                           | 20                           | 15                           |                              |
| 23                           | Georgië                      | 1                            | 2                            | 3                            | 4                            | 5                            | 2                            | 4                            | 2                            | 10                           |
| 24                           | Azerbeidzjan                 |                              |                              |                              |                              |                              |                              |                              |                              |                              |
| 25                           | Rusland                      | 3                            | 4                            | 1                            | 2                            | 1                            | 1                            | 1                            | 1                            | 12                           |
| 26                           | Albanië                      | 14                           | 13                           | 14                           | 13                           | 12                           | 14                           | 11                           | 11                           |                              |
| 27                           | Italië                       | 4                            | 5                            | 2                            | 5                            | 6                            | 6                            | 2                            | 3                            | 8                            |

2008 · 2009 · 2010 · 2011 · 2012 · 2013 · 2014 · 2015 · 2016 · 2017 · 2018 · 2019 · 2020 · 2021 · 2022 · 2023 · 2024 · 2025
Albanië · Armenië · Australië · Azerbeidzjan · België · Cyprus · Denemarken · Duitsland · Estland · Finland · Frankrijk · Georgië · Griekenland · Hongarije · Ierland · IJsland · Israël · Italië · Letland · Litouwen · Macedonië · Malta · Moldavië · Montenegro · Nederland · Noorwegen · Oostenrijk · Polen · Portugal · Roemenië · Rusland · San Marino · Servië · Slovenië · Spanje · Tsjechië · Verenigd Koninkrijk · Wit-Rusland · Zweden · Zwitserland